# Biehle
Biehle – jednostka osadnicza w Stanach Zjednoczonych, w stanie Missouri, w hrabstwie Perry.